# Algonquin (Maryland)
Algonquin – jednostka osadnicza w Stanach Zjednoczonych, w stanie Maryland, w hrabstwie Dorchester.